# Écologie humaine

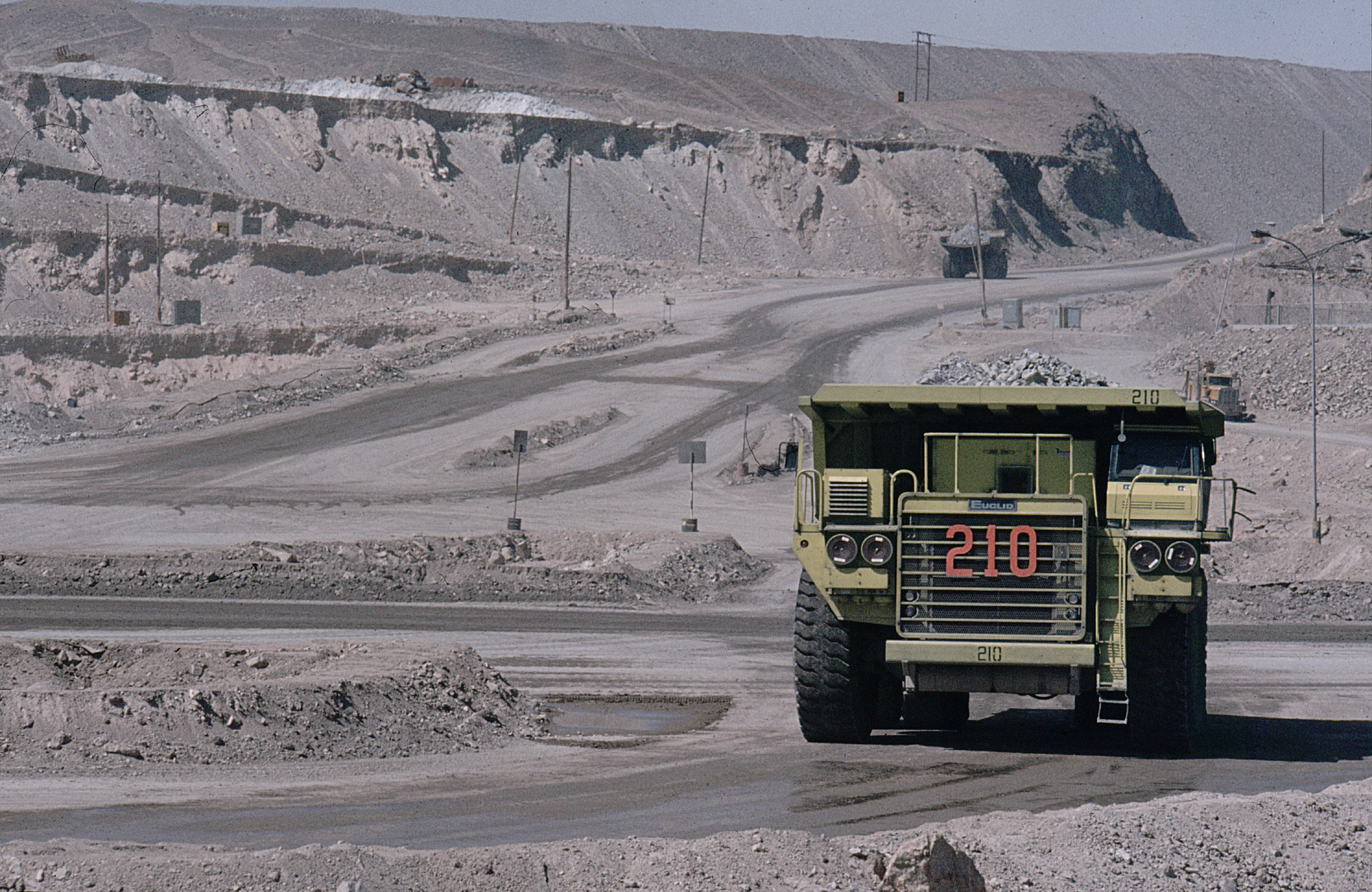
Mine de cuivre à ciel ouvert de Chuquicamata, au Chili : écologie, développement, surexploitation de ressources privant les générations futures ou pollution ?

L'écologie humaine est la sphère de l'écologie associée à l'histoire de l'espèce Homo sapiens,, de ses déplacements et lieux de vie géographiques jusqu'à l'être humain contemporain.

## Éléments de définition
L'écologie humaine s'est développée à la croisée des approches des sciences naturalistes et humaines pour observer les interactions entre les sociétés humaines et leur environnement : « L'écologie étudie les interactions des êtres vivants avec leur milieu, que celui-ci soit lui-même composé ou non d'autres êtres vivants. Née des  travaux des botanistes puis des biologistes du monde animal, l'écologie a apporté des concepts et des méthodes nouveaux. Il est apparu intéressant d'examiner comment ils pouvaient convenir à l'étude des interactions de l'homme avec son environnement ».
Une définition d'Ernst Haeckel (1834-1919) s'applique à l'espèce humaine, décrivant l'écologie humaine comme la partie de l'écologie qui étudie l'espèce humaine, l'activité organisée, sociale et individuelle de cette espèce, sa culture et son environnement dans la biosphère.
L'écologie humaine se caractérise par sa position d'interface entre plusieurs disciplines, telles la biologie, l'écologie, la physique, la médecine et l'anthropologie. En France, comme le souligne l'anthropologue de la santé Nicole Vernazza, elle n'est pas considérée comme une discipline universitaire classique, mais comme une démarche, ce qui entretient le flou autour de sa définition.
Au croisement de l'écologie humaine et de la sociologie, certains auteurs définissent une discipline connexe appelée écosociologie.

## Thèmes abordés
Dans sa première édition de 1972, les rédacteurs de Human Ecology : An Interdisciplinary Journal ont proposé une présentation de l'étendue des thèmes de l'écologie humaine[38], qui donne un bref aperçu de la diversité des sujets abordés :
- L'adaptation génétique, physiologique et sociale à l'environnement et aux changements environnementaux ;
- Le rôle des facteurs sociaux, culturels et psychologiques dans le maintien ou la perturbation des écosystèmes ;
- Les effets de la densité de population sur la santé, l'organisation sociale ou la qualité de l'environnement ;
- Les nouveaux problèmes d'adaptation aux environnements urbains ;
- Les interrelations entre les changements technologiques et environnementaux ;
- L'élaboration de principes communs pour l'étude de l'adaptation biologique et culturelle ;
- La genèse des inadaptations dans l'évolution biologique et culturelle de l'homme ;
- La relation entre la qualité et la quantité des aliments et les performances physiques et intellectuelles, ainsi que l'évolution démographique.

Quarante ans plus tard, dans la même revue, Daniel G. Bates (2012) note les éléments de continuité dans la discipline et la façon dont elle a changé :

« Aujourd'hui, l'accent est davantage mis sur les problèmes auxquels sont confrontés les individus et sur la façon dont les protagonistes y font face, avec pour conséquence une attention beaucoup plus grande portée à la prise de décision au niveau individuel, les gens élaborant des stratégies et optimisant les risques, les coûts et les avantages dans des contextes spécifiques. Plutôt que de tenter de formuler un modèle d'écologie culturelle ou même d'"écologie humaine" spécifique, les chercheurs s'appuient plus souvent sur les théories démographiques, économiques et évolutionnistes, ainsi que sur des modèles dérivés de l'écologie de terrain. »